# Сен-Куа-д’Од
Сен-Куа́-д’Од (фр. Saint-Couat-d'Aude) — коммуна во Франции, находится в регионе Лангедок — Руссильон. Департамент коммуны — Од. Входит в состав кантона Капандю. Округ коммуны — Каркасон.
Код INSEE коммуны — 11337.

## Население
Население коммуны на 2008 год составляло 372 человека.
| 1962 | 1968 | 1975 | 1982 | 1990 | 1999 | 2008 |
| ---- | ---- | ---- | ---- | ---- | ---- | ---- |
| 279  | 350  | 287  | 286  | 286  | 339  | 372  |

## Экономика
В 2007 году среди 214 человек в трудоспособном возрасте (15—64 лет) 145 были экономически активными, 69 — неактивными (показатель активности — 67,8 %, в 1999 году было 63,7 %). Из 145 активных работали 129 человек (72 мужчины и 57 женщин), безработных было 16 (8 мужчин и 8 женщин). Среди 69 неактивных 13 человек были учениками или студентами, 33 — пенсионерами, 23 были неактивными по другим причинам.